# Regionalny organ decentralizacyjny Gorycja
Regionalny organ decentralizacyjny Gorycja (wł. Ente di decentramento regionale di Gorizia) – regionalny organ decentralizacyjny we Włoszech, z siedzibą zlokalizowaną w Gorycji.
Wszedł w życie z dniem 1 lipca 2019 roku i zastąpił prowincję Gorycja.
Należy do niego 25 gmin: Capriva del Friuli, Cormons, Doberdò del Lago, Dolegna del Collio, Farra d'Isonzo, Fogliano Redipuglia, Gorizia, Gradisca d'Isonzo, Grado, Mariano del Friuli, Medea, Monfalcone, Moraro, Mossa, Romans d'Isonzo, Ronchi dei Legionari, Sagrado, San Canzian d'Isonzo, San Floriano del Collio, San Lorenzo Isontino, San Pier d'Isonzo, Savogna d'Isonzo, Staranzano, Turriaco, Villesse.